# Благодатне (Гурівська сільська громада)
Благода́тне — село в Україні, у Гурівській сільській громаді Кропивницького району Кіровоградської області. Населення становить 131 осіб.

## Географія
Селом тече Яр Водяний.

## Населення
Згідно з переписом УРСР 1989 року чисельність наявного населення села становила 178 осіб, з яких 77 чоловіків та 101 жінка.
За переписом населення України 2001 року в селі мешкали 132 особи.

### Мова
Розподіл населення за рідною мовою за даними перепису 2001 року:
| Мова       | Відсоток |
| ---------- | -------- |
| українська | 93,13 %  |
| російська  | 6,87 %   |

## Відомі люди
- Яр Славутич (Григорій Жученко) (*11.01.1918, хутір Жученки — †04.07.2011) — доктор славістичних наук, професор української мови і літератури Альбертський університет (Канада), автор збірок поезій, підручників української мови, член Національної спілки письменників України.
- Гаращенко Федір Георгійович (* 16 листопада 1947, Благодатне Долинського району Кіровоградської області) — український вчений у галузі прикладної математики. Доктор технічних наук, професор. Академік АН ВШ України з 2006 р.